# Soledad Nuñez Ramos
Soledad Nuñez (Badajoz, 1957) és una economista espanyola, actual subgovernadora del Banc d'Espanya des de setembre de 2024.
Llicenciada en econòmiques per la Universidad Complutense, el 1986 es va doctorar en economia a la Universitat de Minnesota. Ha treballat com a economista al Banc d'Espanya durant més de 20 anys.
El 2004, durant l'etapa del Govern de Jose Luís Rodríguez Zapatero, fou nomenada directora general de política econòmica de l'Oficina Econòmica de Presidència del Govern, càrrec que mantindria fina a 2005. El mateix any fou nomenada directora del Tresor públic. En l'etapa de la Crisi financera de 2008 va treballar en l'adaptació de les posteriors regulacions financeres. Va mantenir el càrrec fins al 2011. El 2015 fou nomenada consellera del Banco de Madrid.
El 2018 Nadia Calviño la va nomenar consellera del Banc d'Espanya, on també ha format part de la seva comissió executiva.
El setembre de 2024 fou nomenada subgovernadora del Banc, en el marc d'una renovació de la cúpula de l'organització, en què van nomenar president a José Luis Escrivá. Nuñez va substituir al càrrec a Margarita Delgado. El seu nom ja havia sonat pel mateix càrrec el 2012, durant la presidència de Luís María Linde, a proposta del PSOE, però llavors el PP ho va declinar. Finalment ocuparia el càrrec Fernando Restoy Lozano.
Al llarg de la seva trajectòria ha fet de professora a la Universitat Complutense, la Universitat de Minnesota i a la IE University.